# エドゥアルト・ツァハリアス

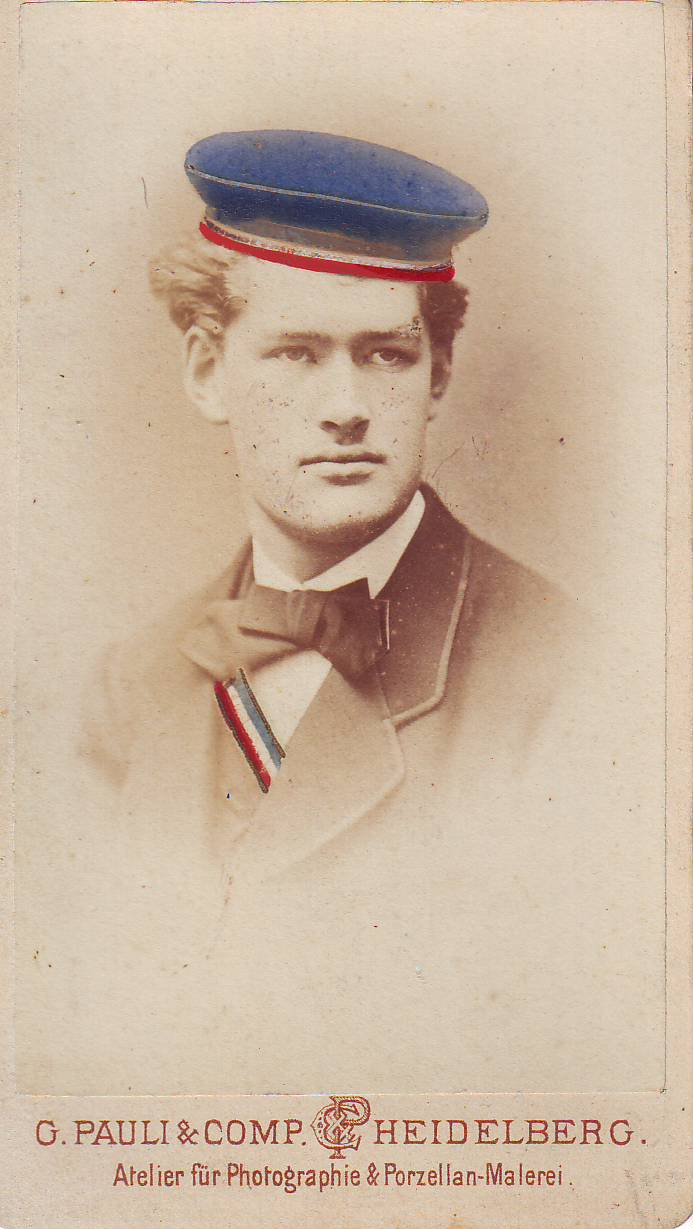
Eduard Zacharias, 1873

エドゥアルト・ツァハリアス（Joseph Eduard Julius Zacharias、1852年5月16日 - 1911年3月23日)はドイツの植物学者、農学者である。

## 略歴
ベルリンで生まれた。父親は政治家のAdolph Nikolaus Zachariasである。ハンブルクの高校で学んだ後、ハイデルベルク大学、テュービンゲン大学で学び、ストラスブール大学で理学博士号を得て、ストラスブール大学の准教授となった。 1885年にドイツ科学アカデミーレオポルディーナの会員に選ばれた。
1894年からハンブルク植物園の主事（Leiter）となり、1897年に園長となった。1904年からはハンブルク全域の植物研究所を管理した。1897年にハンブルクの園芸見本市を企画し、新しい植物博物館を創設した。
科学上の業績としては細胞学の分野でフリードリッヒ・ミーシェルが発見したヌクレイン（核酸）とヴァルター・フレミングが発見した細胞核内にアニリンで強く染まる、クロマチン（染色質）が同一の 非蛋白性の物質であることを示す実験を行った。
ハンブルクやその周囲の地域の園芸協会の議長も務め、自ら主導して設立した国内園芸協議会の理事会のメンバーなども務めた。

## 著作
- Ueber die Spermatozoiden. In: Botanische Zeitung. Jg. 39, 1881, ZDB-ID 391484-7, Sp. 827–837, 846–852, Digitalisat.
- Ueber den Zellkern. In: Botanische Zeitung. Jg. 40, 1882, Sp. 611–616, 627–649, 651–663, Digitalisat.
- Über Entstehung und Wachsthum der Zellhaut. In: Jahrbücher für wissenschaftliche Botanik. Bd. 20, Nr. 2, 1889, ISSN 0368-136X, S. 107–132.
- Ueber das Verhalten des Zellkerns in wachsenden Zellen. In: Flora oder allgemeine botanische Zeitung. Bd. 81 = Ergänzungsbd. zum Jg. 1895, 1895, ISSN 0367-1615, S. 217–266, Digitalisat.
- Über Sexualzellen und Befruchtung. In: Verhandlungen des Naturwissenschaftlichen Vereins in Hamburg. Folge 3, Bd. 8, 1900 (1901), ISSN 0173-749X, S. 1–4, Digitalisat.